# Adhäsivtechnik
Die Adhäsivtechnik (Lat.: adhaerere ‚anhaften‘) ist eine Methode in der Zahnmedizin zur Befestigung von Zahnrestaurationen mittels Kunststoff. Sie wird sowohl bei Komposit-Füllungen und beim Zementieren von Keramikfüllungen als auch beim Befestigen von Kronen, Veneers (Verblendschalen) und Klebebrücken mittels Komposit sowie bei der Fissurenversiegelung angewandt. Das Prinzip besteht darin, dass ein dünnflüssiger Kunststoff (Haftvermittler) einen Verbund zwischen der Zahnhartsubstanz und dem entsprechenden Füllungsmaterial eingeht.

## Differenzierung
Es ist zu unterscheiden zwischen der Haftvermittlung am Zahnschmelz und der Haftvermittlung am Dentin. Beiden gemeinsam ist das vorherige Aufbringen einer Säure (meist Phosphorsäure).

### Haftung am Zahnschmelz
Das Aufbringen der Säure bewirkt ein Anätzen des Zahnschmelzes, wodurch eine Mikrostruktur entsteht, in die ein dünnflüssiges ungefülltes bzw. niedrig gefülltes Monomergemisch als Haftvermittler eingebracht und mittels Licht polymerisiert wird.

### Haftung am Dentin
Das Aufbringen der Säure auf das Dentin bewirkt die Auflösung einer Schmierschicht (engl.: Smear layer). Gleichzeitig wird durch Ätzung des Apatits des intertubulären Dentins Kollagen freigelegt. Es folgt das Aufbringen eines Primers (einer Grundierflüssigkeit), der in die Dentintubuli und das Kollegengeflecht hinein fließt. Anschließend wird ein Adhäsiv aufgebracht und mittels Licht polymerisiert.

### Kombinationssysteme
Durch die Weiterentwicklung der Materialien (Schmelz-Dentin-Adhäsive) können beide Hafteffekte durch ein einzeitiges Vorgehen bewirkt und eine gleichzeitige Haftung an Schmelz und Dentin erzeugt werden. Es besteht die Auswahl zwischen Ein-Schritt-Systemen bis zu Vier-Schritt-Systemen. Mittlerweile ist die siebte Generation der Haftvermittler im Einsatz.

## Vorgehensweise
Die Adhäsivtechnik setzt eine Trockenlegung des Zahnes voraus, etwa mit Hilfe eines Kofferdams. Zunächst wird der benötigte Zahnschmelz, gegebenenfalls das Dentin durch Aufbringung einer Säure (meist 30- bis 40-prozentige Phosphorsäure in Form eines Ätzgels) angeätzt. Die so entstandene Feinstruktur ermöglicht eine bessere Benetzbarkeit für den Haftvermittler (Bond), der in die aufgerauten Strukturen einfließt und nach der Lichthärtung mittels Polymerisationslampe eine Mikroretention herstellt. Sollte auch ein Verbund mit dem Dentin gewünscht sein, kann gleichzeitig die Auflösung der Schmierschicht erfolgen. Nach Auftragen des Primers und des Adhäsivs und deren Lichthärtung wird das eigentliche Füllungsmaterial (Komposit) schichtweise eingebracht, das mit dem Haftvermittler eine chemische Verbindung eingeht und lichthärtend ist. Bei Verwendung als Befestigungsmaterial wird  selbsthärtendes Komposit verwendet.